# Pig Heaven
Pig Heaven – drugi minialbum amerykańskiej grupy metalowej White Zombie, wydany w maju 1986 roku.

## Lista utworów
1. „Pig Heaven” – 4:28
2. „Slaughter the Grey” – 4:07

## Twórcy
- Ivan de Prume – perkusja
- Tom Guay – gitara (drugie wydanie)
- Tim Jeffs – gitara (pierwsze wydanie)
- Alex Smith, Sean – zdjęcia
- Rob Straker – wokal, teksty, dyrektor artystyczny
- Sean Yseult – bas
- JZ – inżynier